# Sansevieria forskaliana
Sansevieria forskaliana är en sparrisväxtart som först beskrevs av Schult. och Julius Hermann Schultes, och fick sitt nu gällande namn av Frank Nigel Hepper och John Richard Ironside Wood. Sansevieria forskaliana ingår i släktet bajonettliljor, och familjen sparrisväxter. Inga underarter finns listade i Catalogue of Life.